# Psychotria exigua
Psychotria exigua là một loài thực vật có hoa trong họ Thiến thảo. Loài này được (F.M.Bailey) Domin miêu tả khoa học đầu tiên năm 1929.